# ベシャリク
ベシャリク (ラテン文字:Beshariq, Besharik, Besarik、ウズベク語: Beshariq / Бешариқ、ロシア語: Бешарык) はウズベキスタン・フェルガナ州の都市である。州都のフェルガナからは東に約110kmの地点に位置する。2012年の人口は24,508人となっている。「ベサリク」と表記されることもある。

## 概要
1983年に都市として設立された。街の主な産業は織物産業である。街にはコーカンドやフェルガナへと向かうウズベキスタン鉄道の駅がある。